# Круњач за кукуруз
Круњач за кукуруз (синоним комачица назив за оруђе у регији Сјеверна Босна или ручни млин за жито - жуње) је машина за круњење кукуруза. То је ручни уређај или комад машине за љуштење зрна кукуруза са клипа за храњење стоке или за друге сврхе.

## Историјат
Модерни круњач за кукуруз се обично приписује Лестеру Е. Денисону из Округа Мидлсекс (Конектикат). Денисону је издат патент 12. августа 1839. године, за самостојећу, ручну машину која је уклонила појединачна зрна кукуруза повлачењем клипа кроз низ металних зупчастих цилиндара који су скинули зрна са клипа. Убрзо након тога, одобрени су и други патенти за сличне машине, понекад имају побољшања у односу на оригинални дизајн Денисона. 

## Функција
Рад круњача за кукуруз је сличан машини за вршидбу, али са неким разликама да се бави већом величином зрна и другим разликама кукуруза у односу на пшеницу и друга жита. Крупачи за кукуруз могу се напајати ручном ручицом, трактором, стационарним мотором или електромотором. Убацују се цијели клипови кукуруза. Они су извучени између два зупчаста точка, обично направљена од метала. Сваки точак се окреће у супротном смијеру од другог. Зуби повлаче зрна са клипа све док не остане зрна. Зрна испадају кроз екран у контејнер (као што је канта) постављен испод машине. Клип се затим избацује, јер не може да прође кроз екран. Неки модели имају "шетач", сличан машини за вршидбу или комбајну, како би извадили клипове.